# Suscal (kanton)
Suscal – kanton w Ekwadorze, w prowincji Cañar. Stolicą kantonu jest Suscal.